# فرودگاه صحرایی پورپونکاه
 فرودگاه صحرایی پورپونکاه (به انگلیسی: Porepunkah Airfield) یک فرودگاه همگانی است که یک باند فرود چمن دارد و طول باند آن ۷۵۰ متر است. این فرودگاه در کشور استرالیا قرار دارد و در ارتفاع ۲۸۵ متری از سطح دریا واقع شده است.